# Salaryman’s Club
Salaryman's Club (jap. リーマンズクラブ Rīmanzu Kurabu) ist eine japanische Anime-Fernsehserie von Studio Liden Films aus dem Jahr 2022. Die Geschichte erzählt von einem Badminton-Klub eines Getränkeherstellers, der sich mit einem neuen Mitglied in gegen Mannschaften anderer Unternehmen bewähren muss. Die Serie wurde international von Crunchyroll per Streaming veröffentlicht.

## Handlung
Der noch jugendliche Mikoto Shiratori (白鳥尊) arbeitet bei Mitsuhoshi Banking, um in deren Badminton-Mannschaft zu spielen. Doch bekommt der eigentlich talentierte Spieler wegen der Erinnerung an ein Unglück, das mit seinem Spielpartner zu Schulzeiten geschah, in manchen Situationen Angst und scheitert daher immer wieder. Schließlich muss er die Mannschaft und die Firma verlassen. Stattdessen wird Mikoto vom Getränkehersteller Sunlight Beverage angeheuert. Dort soll er zu seiner Überraschung nicht nur wirklich im Vertrieb arbeiten – bei Mitsuhoshi war er ausschließlich für Badminton – sondern auch noch im Doppel spielen. Eigentlich hatte sich Mikoto seit dem Unglück geschworen, nur noch im Einzel zu spielen. Doch seine besondere Fähigkeit, die Bewegungen des Gegners lesen und daraus dessen Handeln vorhersehen zu können, soll nun im Doppel zur Geltung kommen. Mikotos Kollege im Spiel, Partner im Klub und auch dessen Kapitän, Tatsuru Miyazumi (宮澄建), muss ihn nun zunächst von der Zusammenarbeit überzeugen.
Nachdem Mikoto wettet, er könne Tatsuru besiegen und beim Spiel gegen ihn verliert, lässt er sich widerwillig auf seinen Partner ein. Der zeigt, trotz seiner fröhlichen, unbeschwerten und oft aufdringlichen Natur, auch viel Können beim Badminton. Mit der Zeit gewinnt Mikoto mehr Vertrauen zu seinem Partner und findet Spaß am gemeinsamen Spiel. Auch mit der Arbeit kommt der Neuling immer besser zurecht und kann sich in die Firma dank der Unterstützung Tatsurus und der anderen Teamkameraden immer besser eingliedern. Beim Turnier der Firmenmannschaften trifft er auf Azuma Tachibana (立花梓馬), seinen Spielpartner in Schulzeiten, den er verletzt hat. Nachdem Mikotos Angst erst verstärkt zurückkommt, kann er sie auch mit Azumas Hilfe schließlich überwinden und die Freundschaft zu ihm wiederbeleben.
Die Mannschaft kommt beim Turnier ins Finale und kann gegen die besten Teams des Landes antreten. Doch gibt es einige interne Probleme: Die Mannschaft sortiert sich um und es so kommt es zu Unzufriedenheit. Tatsurus Knie droht, zu stark belastet zu werden, was er erst verheimlicht. Dann arbeitet er an anderen Bewegungen, um weiter mit Mikoto spielen zu können. Auch innerhalb von Sunlight Beverage gerät die Mannschaft unter Druck. Einer der Manager will das Team loswerden, da es nur Kosten verursache und nicht einbringt. Auch Kapitän Tatsuru Miyazumi ist ihm mit seinem Verhalten ein Dorn im Auge. So kommt es, dass der weitere Bestand des Teams oder Tatsurus Mitgliedschaft darin am Sieg im Turnier hängt. Im Finale tritt das Team gegen Mitsuhoshi Banking an, deren Kapitän auf den von ihnen verstoßenen Mikoto herabblickt. Trotz einer Verletzung Mikotos können sie mit seiner besonderen Fähigkeit, guter Vorbereitung und Tatsurus Erfahrung und neuem Training das Spiel für sich entscheiden und die Firma vom Wert der Mannschaft überzeugen.

## Produktion und Veröffentlichung
Der Anime entstand nach einem Konzept von Aimi Yamauchi und Teruko Utsumi beim Studio Liden Films. Regie führte Aimi Yamauchi und die Charakterdesigns entwarf Majiro. Die künstlerische Leitung lag bei Masatoshi Kai und die Tonarbeiten leitete Satoshi Motoyama. Für die Kameraführung war Naho Hasegawa verantwortlich.
Die 12 Folgen mit je 25 Minuten Laufzeit wurden vom 30. Januar bis zum 17. April 2022 von den Sendern TV Asahi und BS Asahi in Japan gezeigt. Parallel dazu wurde die Serie von der Plattform Crunchyroll international veröffentlicht, unter anderem mit deutschen und englischen Untertiteln sowie mit englischer Synchronfassung.

### Synchronisation
| Rolle            | japanische Sprecher (Seiyū) |
| ---------------- | --------------------------- |
| Mikoto Shiratori | Junya Enoki                 |
| Tatsuru Miyazumi | Shin’ichirō Miki            |
| Sōta Saeki       | Kaito Ishikawa              |
| Tōya Saeki       | Ryota Ohsaka                |
| Kōki Takeda      | Tetsuya Kakihara            |

### Musik
Die Filmmusik stammt von fox capture plan. Das Opening wurde unterlegt mit dem Lied The Warrior von Novelbright und der Abspann ist unterlegt mit Nisen Gohyaku Man no Ichi von Mafumafu.